# Pinedjem I
Pinedjem I foi Sumo Sacerdote de Amom em Tebas no Egito Antigo de 1070 a.C. a 1032 a.C. e o governante de facto do sul do Egito, a partir de 1054 a.C. Ele era filho do Sumo Sacerdote Pianque. Contudo, muitos egiptólogos acreditam hoje que a sucessão do Sacerdócio de Amon tenha, na verdade, sido transmitida de Pianque para Herior, e deste para Pinedjem I. De acordo com a nova hipótese, Pinedjem I era jovem demais para suceder no Sumo Sacerdócio de Amon quando Pianque morreu. Em vez disso, Herior interveio para assumir a função. Depois da morte de Herior, Pinedjem I finalmente assumiu o posto que um dia fora de seu pai Pianque. Essa interpretação é apoiada pelas decorações do Templo de Quespisiquis em Carnaque, onde as representações que retratam Herior na parede são imediatamente seguidas pelas de Pinedjem I sem que Pianque estivesse entre eles, e também pela longa carreira de Pinedjem I que serviu como Sumo Sacerdote de Amon em Tebas e, mais tarde, como Rei de Tebas.
Ele herdou uma base de poder político e religioso em Tebas. Pinedjem reforçou seu controle sobre o Médio e Alto Egito e confirmou a virtual independência de seu reino em relação à 21ª Dinastia baseada em Tânis. Ele se casou com Henutaui, princesa filha de Ramessés XI, para cimentar suas relações com outras famílias poderosas da época. O filho deles, Psusenes I, tornou-se Faraó em Tânis, acabando com um só golpe com as diferenças entre as duas famílias. Na prática, contudo, os monarcas da 21ª Dinastia e os Sacerdotes de Tebas nunca foram mesmo muito diferentes em termos de poder político, já que respeitavam a autonomia política uns dos outros.
Por volta do aniversário de 15 ou 16 anos de Esmendes, Pinedjem I proclamou-se Faraó do Alto Egito  e seu papel sacerdotal foi herdado por seus dois filhos, Masaharta and Menkheperre. A filha dele, Maatkare, assumiu a posição de Divina Adoradora de Amon.
A múmia de Pinedjem foi encontrada em cache em Deir Elbari.